# Pulgaon
Pulgaon là một thành phố và là nơi đặt hội đồng đô thị (municipal council) của quận Wardha thuộc bang Maharashtra, Ấn Độ.

## Địa lý
Pulgaon có vị trí 20°44′B 78°20′Đ / 20,73°B 78,33°Đ Nó có độ cao trung bình là 285 mét (935 feet).

## Nhân khẩu
Theo điều tra dân số năm 2001 của Ấn Độ, Pulgaon có dân số 36.506 người. Phái nam chiếm 52% tổng số dân và phái nữ chiếm 48%. Pulgaon có tỷ lệ 80% biết đọc biết viết, cao hơn tỷ lệ trung bình toàn quốc là 59,5%: tỷ lệ cho phái nam là 85%, và tỷ lệ cho phái nữ là 75%. Tại Pulgaon, 10% dân số nhỏ hơn 6 tuổi.